# 1305 en Angleterre
Chronologie de l'Angleterre
- 1301
- 1302
- 1303
- 1304
- 1305
- 1306
- 1307
- 1308
- 1309

Cette page concerne l'année 1305 du calendrier julien.

## Naissances en 1305
- 20 octobre : Humphrey de Bohun, noble
- 5 novembre : Robert de Clifford, 3e baron de Clifford
- Date inconnue :
  - Blanche de Lancastre, baronne Wake de Liddell
  - Roger Mortimer, chevalier

## Décès en 1305
- 12 février : Gilbert de St Leonard, évêque de Chichester
- 24 septembre : Walter Winterburn, cardinal
- 12 octobre : Philip de Willoughby, chancelier de l'Échiquier
- 28 octobre : Humphrey de Bohun, noble
- Date inconnue :
  - Elis Daubeney, noble
  - Walter Devereux, chevalier
  - Adam de Gurdon, chevalier